# Топология

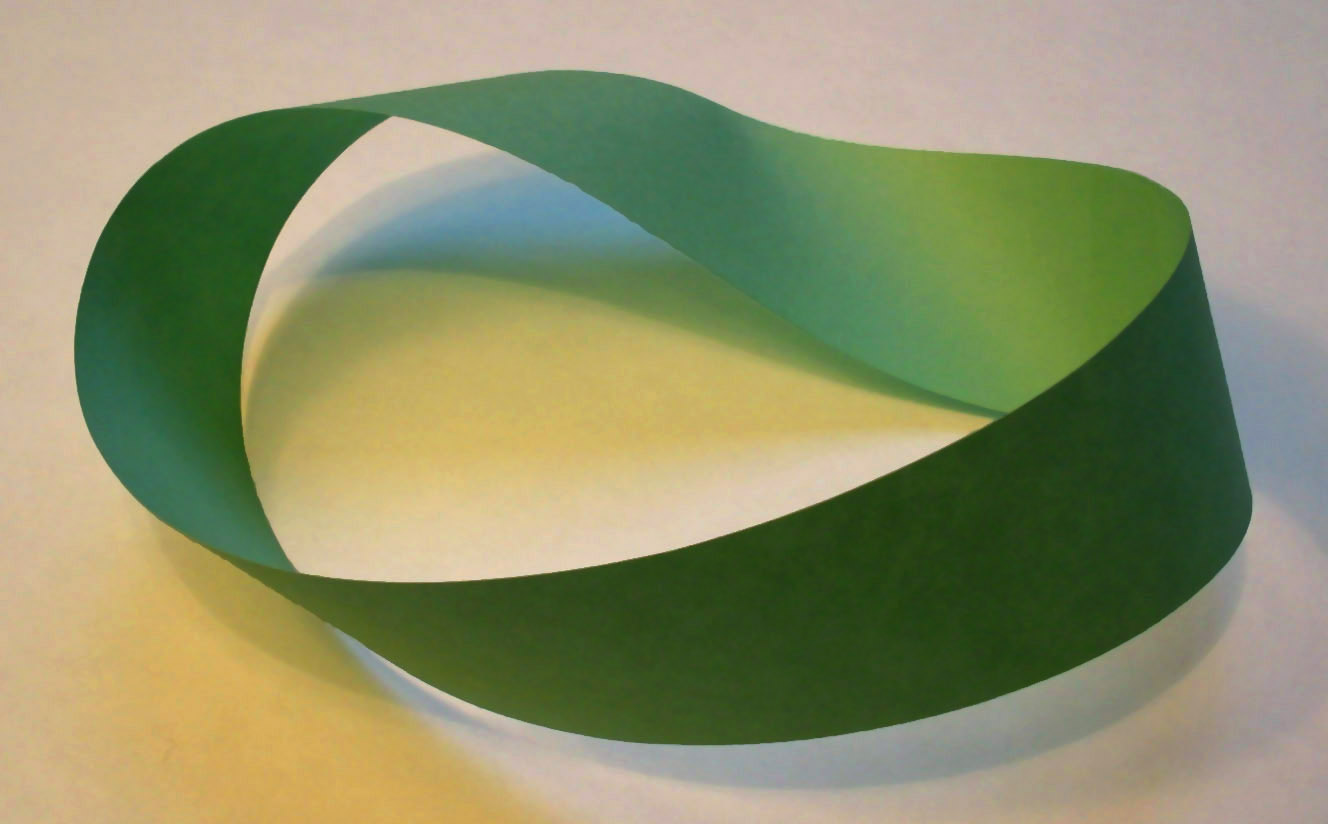
Лента Мёбиуса — поверхность с одной стороной и одним краем; пример объекта, изучаемого в топологии.

Гомеоморфность кружки и тороида.

Тополо́гия (от др.-греч. τόπος — место и λόγος — слово, учение) — раздел математики, изучающий:
- в самом общем виде — явление непрерывности;
- в частности — свойства пространств, которые остаются неизменными при непрерывных деформациях. Например, связность, ориентируемость, компактность.

В отличие от геометрии, в топологии не рассматриваются метрические свойства объектов (например, расстояние между парой точек). Например, с точки зрения топологии кружка с ручкой и бублик (полноторий) неразличимы.
При этом часто топология применяется к объектам, далёким от геометрических.
Весьма важными для топологии являются понятия гомеоморфизма и гомотопии (упрощённо: это типы деформации, происходящие без разрывов и склеиваний).

## История

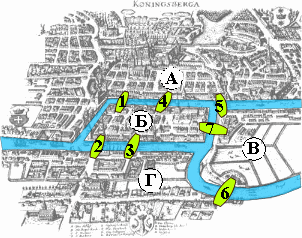
Семь мостов Кёнигсберга — известная задача, решённая Эйлером и способствовавшая развитию топологии

Раздел математики, ныне называемый топологией, берёт своё начало с изучения некоторых задач геометрии.
Различные источники указывают на первые топологические по духу результаты в работах Лейбница и Эйлера, однако термин «топология» впервые появился в 1847 году в работе Листинга. Листинг определяет топологию так:
«Под топологией будем понимать учение о модальных отношениях пространственных образов — или о законах связности, взаимного положения и следования точек, линий, поверхностей, тел и их частей или их совокупности в пространстве, независимо от отношений мер и величин». 

Когда топология ещё только зарождалась (XVIII—XIX века), её называли геометрией размещения (лат. geometria situs) или анализом размещения (лат. analysis situs). Приблизительно с 1925 по 1975 годы топология являлась одной из самых бурно развивающихся отраслей математики.
Общая топология зародилась в конце XIX века — и оформилась в самостоятельную математическую дисциплину в начале XX века. Основополагающие работы принадлежат: Хаусдорфу, Пуанкаре (цикл статей Analysis situs), Александрову, Урысону, Брауэру.

## Разделы топологии

### Общая топология
Общая топология, или теоретико-множественная топология, — раздел топологии о непрерывности в чистом виде. Здесь исследуются фундаментальные вопросы топологии, а также отдельные вопросы, такие как связность и компактность.

### Алгебраическая топология
Алгебраическая топология — раздел топологии о непрерывности с использованием алгебраических объектов, вроде гомотопических групп и гомологий.

### Дифференциальная топология
Дифференциальная топология — раздел топологии о гладких многообразиях с точностью до диффеоморфизма и их включениях (размещениях) в других многообразиях.
Этот раздел включает в себя маломерную топологию, в том числе теорию узлов и четырёхмерную топологию.

### Вычислительная топология
Вычислительная топология — раздел, находящийся на пересечении топологии, вычислительной геометрии и теории вычислительной сложности. Занимается созданием эффективных алгоритмов для решения топологических проблем и применением топологических методов для решения алгоритмических проблем, возникающих в других областях науки.